# Terence Higgins (baron Higgins)
Pour les articles homonymes, voir Terence Higgins.
Terence Langley "Terry" Higgins, baron Higgins, né le 18 janvier 1928 à Lambeth, est un athlète et homme politique britannique.

## Biographie
Membre de la délégation anglaise aux Jeux de l'Empire britannique de 1950 à Auckland, il atteint les demi-finales à la course en individuel sur 440 yards, et remporte en 3:19.3 la médaille d'argent au relai 4 × 400 yards avec ses compatriotes Derek Pugh, John Parlett et Les Lewis, derrière l'équipe australienne (3:17.8) et devant les Néo-Zélandais (3:20.0),. Il est sélectionné pour l'équipe britannique d'athlétisme aux Jeux olympiques d'été de 1952 à Helsinki. Il atteint les quarts de finale en individuel sur 400 mètres, et la finale en équipe au relai 4 × 400 mètres où ses coéquipiers et lui terminent à la cinquième place en 3:10.23 ; les Jamaïcains remportent la médaille d'or en 3:04.04.
Élu député de Worthing sous l'étiquette du Parti conservateur aux élections législatives de 1964, il est ministre adjoint au trésor de Sa Majesté dans le gouvernement d'Edward Heath de 1970 à 1974. Il se prononce en faveur d'un boycott britannique des Jeux olympiques d'été de 1980 à Moscou, et souhaite que le Royaume-Uni exerce également des pressions commerciales et financières contre l'Union soviétique en raison de la guerre d'Afghanistan. Réélu sans discontinuer comme représentant de Worthing à la Chambre des communes, il démissionne lorsque la circonscription est abolie en 1997. Il est alors anobli et siège à la Chambre des lords sous le titre de baron Higgins, jusqu'à sa retraite en janvier 2019,.